# Podismopsis silvestris
Podismopsis silvestris är en insektsart som beskrevs av Sergey Storozhenko 1986. Podismopsis silvestris ingår i släktet Podismopsis och familjen gräshoppor. Inga underarter finns listade i Catalogue of Life.